# Bring My Flowers Now
Bring My Flowers Now è un singolo della cantante statunitense Tanya Tucker, pubblicato nel 2019 ed estratto dal suo venticinquesimo album in studio While I'm Livin'.
La canzone è stata scritta da Tanya Tucker, Brandi Carlile, Tim Hanseroth e Phil Hanseroth.

## Tracce
- Download digitale

1. Bring My Flowers Now – 4:20

- Download digitale

1. Bring My Flowers Now (Live from the Troubadour) – 5:13

## Video
Il videoclip della canzone è stato diretto da Trey Fanjoy.

## Premi
Nell'ambito dei Grammy Awards 2020 il brano è stato premiato nella categoria "Best Country Song" ed ha ricevuto altre due candidature, nelle categorie "Song of the Year" e "Best Country Solo Performance".